# Pietro Giampaoli
Pietro Giampaoli (Urbignacco di Buja, 13 febbraio 1898 – Roma, 27 febbraio 1998) è stato un incisore e medaglista italiano.

## Biografia
Pietro Valentino Giampaoli è figlio di secondo letto di Luigi (Pagnacco, 13 novembre 1867 – Roma 1958) e Teresa Pischiutta (San Daniele del Friuli, 1876 – Roma 1946). Soldato nella prima guerra mondiale, fu fatto prigioniero e deportato in Ungheria. Qui, da un altro prigioniero russo, apprese i primi rudimenti dell'arte incisoria.
Rientrando in Italia, nel 1920 intraprese studi d'arte all'Accademia di Brera.
presso la quale gli venne riconosciuto nel 1924 il primo premio nazionale per il cesello.
Stabilitosi quindi a Roma iniziò l'arte dello scultore, del medaglista e dell'incisore, con talento e capacità.
Ben presto riuscì ad effigiare Sua Santità Pio XI, capi di stato, cardinali e vescovi, condottieri, artisti, costruttori, magnati della finanza, santi e capi di ordini religiosi, generali dell'esercito, uomini politici. 
Data la sua fama nel 1936 venne chiamato e divenne incisore capo presso la Zecca di Stato.
Fu maestro dei fratelli incisori Celestino Giuseppe Giampaoli e Vittorio Giampaoli che lo raggiunsero a Roma prendendo dimora nella Torre dei Capocci. Anche Guerrino Mattia Monassi, capo incisore alla Zecca di Stato dal 1963, fu a bottega con lui a Roma dal 1934.
Sono suoi i conii di gran parte delle monete italiane, da solo o con Giuseppe Romagnoli: dalla serie completa del 1946 (1, 2, 5, 10, 50 e 100), alla moneta da 20 lire emessa dal 1956.
La sua opera più apprezzata e conosciua è stata la moneta d'argento da 500 lire  di cui incise il conio del dritto con un busto muliebre in stile rinascimentale, in collaborazione con Guido Veroi che disegnò il verso con le "Caravelle".
In campo numismatico realizzò modelli non solo per l'Italia ma anche per la Città del Vaticano, l’Isola di Malta, l'Oman, la Turchia, lo stato di Israele, il Congo, la Repubblica di San Marino, lo SMOM.
Ad esempio Giampaoli fu consulente della Zecca di Stato turca e fu il disegnatore dell'effigie di Ataturk sulle monete a partire dalla 1 Lira del 1957.
È stato medaglista ufficiale del Vaticano durante i quattro anni del pontificato di Giovanni XXIII ed i primi tre di Paolo VI.

## Pubblicazioni
Vittoria Masutti (a cura di), Pietro Giampaoli Medaglista - Catalogo della mostra organizzata dal Comune di Buja dal 17 maggio al 15 giugno 1986. Udine, Comune di Buja, 1986
G. Alteri – S. Giampaoli, Le medaglie di Pietro Giampaoli - I - Le collezioni di Aosta e Buja, Città del Vaticano, Biblioteca Apostolica Vaticana, 2010, ISBN 978-88-210-0859-7

## Premi e riconoscimenti
- 1951: Primo premio alla "II Exposicion Nacional de Numismatica et Internacional de Medallas di Madrid", 18 novembre /2 dicembre 1951[4]
- 1965: «Lions d'oro »  conferito dal Lions club Udine Host[5]. La distinzione viene assegnata a una personalità di origine friulana che si sia particolarmente affermata e abbia acquistato, fuori dal luogo natale, in Italia o all’estero,  fama e posizione sociale dì primo piano per l’attività svolta in qualsiasi campo, onorando perciò il nome del Friuli
- 1979: Premio «Giovanni da Udine»[6]
- 1981: Premio « Nadâl Furlan», 3ª edizione[7]
- 1986: Premio Epifania, conferito a Tarcento con la seguente motivazione: “(incisore presso la Zecca) per l'originalità artistica delle sue creazioni in medaglistica ed il suo impegno legato ad un profondo amore per la terra d'origine”[8]